# Lê Tú Chinh
Lê Tú Chinh (Ho Chi Minh, 4 luglio 1997) è una velocista vietnamita.

## Biografia
Nativa di Ho Chi Minh, si appassiona all'atletica leggera sin da bambina. Inizia a praticare regolarmente tale sport nel 2009 sotto la guida dell'allenatore Nguyen Thi Thanh Huong, che nota le qualità e la determinazione della giovane.
Il novembre del 2016 vince la medaglia d'oro nei 100 metri piani ai campionati nazionali con un tempo di 11"64, divenendo la prima velocista di Ho Chi Minh in 21 anni a riuscirci.
Agli inizi del 2017 viene convocata nella nazionale di atletica vietnamita. Prende quindi parte a vari meeting e nel mese di giugno disputa i 100 e 200 metri piani al Thailand Open, vincendo entrambe le gare con tempi di 11"47 e 23"52.
Nel mese di agosto prende parte ai XXIX Giochi del Sud-est asiatico che si svolgono a Kuala Lumpur. Il 22 agosto vince la medaglia d'oro nei 100 m con il tempo di 11"56, precedendo la malese Zaidatul Husniah Zulkifli (11"74) e la singaporiana Shanti Pereira (11"76). Il 23 agosto conquista l'oro anche nella gara dei 200 m, con il tempo di 23"32, suo primato personale, ed il giorno successivo conquista la sua terza medaglia d'oro nella manifestazione, grazie alla staffetta 4×100 metri, vinta con il tempo di 43"88 (record nazionale e dei Giochi), con un quartetto composto da Nguyễn Thị Mộng Tuyền, Trần Thị Yến Hoa, Đỗ Thị Quyên e la stessa Lê in ultima frazione.

## Record nazionali

### Seniores
- Staffetta 4×100 metri: 43"88 ( Kuala Lumpur, 25 agosto 2017) (Nguyễn Thị Mộng Tuyền, Trần Thị Yến Hoa, Đỗ Thị Quyên, Lê Tú Chinh)

## Palmarès
| Anno | Manifestazione              | Sede         | Evento      | Risultato | Prestazione | Note                                 |
| ---- | --------------------------- | ------------ | ----------- | --------- | ----------- | ------------------------------------ |
| 2017 | Giochi del Sud-est asiatico | Kuala Lumpur | 100 m piani | Oro       | 11"56       |                                      |
| 2017 | Giochi del Sud-est asiatico | Kuala Lumpur | 200 m piani | Oro       | 23"32       | Miglior prestazione personale        |
| 2017 | Giochi del Sud-est asiatico | Kuala Lumpur | 4×100 m     | Oro       | 43"88       | Record dei Giochi · Record nazionale |